# Tipula (Microtipula) aequitorialis
Tipula (Microtipula) aequitorialis is een tweevleugelige uit de familie langpootmuggen (Tipulidae). De soort komt voor in het Neotropisch gebied.